# Wilton (Alabama)
Wilton é uma cidade  localizada no estado americano de Alabama, no Condado de Shelby.

## Demografia
Segundo o censo americano de 2000, a sua população era de 580 habitantes.
Em 2006, foi estimada uma população de 621, um aumento de 41 (7.1%).

## Geografia
De acordo com o United States Census Bureau, a localidade tem uma área de 2,2 km², sem área coberta por água.

## Localidades na vizinhança
O diagrama seguinte representa as localidades num raio de 24 km ao redor de Wilton.